# 叶氏肛刺蛙
叶氏肛刺蛙（学名：Yerana yei）一种分布于中华人民共和国河南省商城县大别山地区的两栖动物，是叉舌蛙科肛刺蛙属目前确定的唯一一种。

## 形态特征
本种成年蛙体长约63毫米，雄性肛部囊泡状隆起显著，肛孔下方有两个大的白色球形隆起，每个隆起上均有锥状黑刺；雌性肛孔上方有一大的囊泡状突起，肛孔下方有两个小囊状突，囊状突上有白色疣粒，疣粒中央为黑刺。雄性第1指背面及内侧有稀疏的黑色角质刺；雄性还具有单咽下内声囊。

## 分类
本种最初归属于棘蛙属隆肛蛙亚属（Paa(Feirana)），称叶氏隆肛蛙。之后隆肛蛙亚属又升级为属，本种为隆肛蛙属（Feirana）中的三种之一。2005年，江建平等人通过分子系统学研究，建议将本种归入棘胸蛙属（Quasipaa）。2006年，江建平、陈晓虹、王斌联合发表文章，称通过形态比较和分子系统学分析表明叶氏隆肛蛙具有较多独特性，适宜另立一新属，即肛刺蛙属（Yerana）。